# Ада Солтер
Ада Солтер (уроджена Браун; англ. Ada Salter; 20 липня 1866 , Нортгемптоншир  — 5 грудня 1942 або 4 грудня 1942 , Баттерзіd ) — англійська суспільна реформаторка, борчиня за збереження довкілля, пацифістка і квакерка, президентка Жіночої ліги праці та президентка Національної садової гільдії. Одна з перших жінок, які стали членами лондонської Ради, перша жінка-голова округу в Лондоні та перша жінка-голова округу від лейбористів на Британських островах.

## Життєпис
Народилася в Рондзі в Нортгемптонширі в  родині методистів. Мала чотирьох сестер — Мері, Беатріс, Алісу та Аделаїду — і брата Річарда, який став священником у Ланкастері.. Також була членкинею радикального крила Ліберальної партії до того, як приєдналася до Громадської місії Західного Лондону в Блумзбері, щоб стати однією із «сестер народу» та допомагати людям, які живуть у нетрях Сент-Панкрасу. «Сестрами» керувала Кетрін Г'юз, натхненна християнська соціалістка. 1897 року, після одруження її сестри Мері Болдвін, Ада переїхала до поселення Бермондзі. Там вона зустріла доктора Альфреда Солтера, агностика та соціаліста, який займався медичними дослідженнями інфекційних захворювань на фермі в Садбері (нині Вемблі) у Міддлсексі. Під її впливом Альфред навернувся в християнство і приєднався до Ліберальної партії. Вони разом присвятили себе Товариству друзів (квакерів) і почали відвідувати зібрання в Дептфорді. Вони одружилися у Рондзі 22 серпня 1900 року.
Від моменту прибуття до Лондона Солтер завжди наполягала на тому, щоб жити в нетрях, серед бідних верств суспільства. Потім вона так само гаряче наполягала на тому, щоб залишатися в лондонському районі Бермондзі, місці, де вона знайшла своє кохання, попри його бідність. Альфред, бувши блискучим лікарем, зміг накопичити грошей, працюючи як консультант. Ці кошти він витратив на відкриття медичної практики на Джамайка-роуд. Він брав із бідних пацієнтів лише невелику суму, а з найбідніших і зовсім нічого не вимагав. Солтер продовжувала діяльність як соціальний працівник у Бермондзі, де мала відмінну репутацію. Особливо вдавалася їй робота з «найжорсткішими» дівчатками-підлітками. 1902 року тимчасово відмовилася від роботи, коли у них з Альфредом народилася їхня єдина дитина, Ада Джойс.
Була президенткою Жіночої ліберальної партії у Бермондзі та Ротергайті, але 1906 року залишила її після невиконання партією обіцянки надати жінкам виборчі права, та незабаром приєдналася до Незалежної лейбористської партії (НЛП). НЛП була колективним членом Лейбористської партії і широко підтримувала ідею надання жінкам права голосувати, а також планувала висунути кандидаток, зокрема й Аду, на наступних виборах до Ради. Це поставило Альфреда, члена Ради Лондонського графства від ліберальної партії, у незручне становище. Тому 1908 року він також залишив лібералів, щоб приєднатися до відділення НЛП у Бермондзі. Солтер відіграла важливу роль у цьому переході. У листопаді 1909 року її обрано від НРП до муніципальної ради Бермондзі, де вона стала першою жінкою. Крім того, вона була першою жінкою, яка відповідала за трудову політику в Бермондзі, і в цілому була однією з перших жінок-членів ради Лондона. Але ці успіхи затьмарила особиста трагедія — 1910 року їхня дочка Джойс, якій було всього вісім років, померла від скарлатини під час однієї з епідемій, які періодично охоплювали нетрі.
Солтер занурилася в роботу в Жіночій лізі праці (ЖЛП), яку вона заснувала 1906 року разом із Маргарет Макдональд, дружиною висхідної зірки лейбористів Джеймса Макдональда. Вона стала її першим скарбником, а потім, 1914 року, її президентом, лідером усіх лейбористок у Великій Британії. ЖЛП не була прив'язана до якогось конкретного суфражистського руху, але Солтер підтримувала радше ненасильницьку Лігу свободи жінок, яку очолювала її подруга Шарлотт Деспард, аніж тактику Жіночого соціально-політичного союзу на чолі з Еммелін Панкгерст.
У Жіночій лізі праці А. Солтер проробила новаторську дослідницьку роботу щодо соціального житла, прагнучи не тільки знайти спосіб позбутися нетрів, але й поставити на їх місці типові будинки (які її противники часто висміювали як утопічні), побудовані з урахуванням потреб жінок робітничого класу. Щоб прискорити знесення, вона та її товариші за ЖЛП закликали до створення «Зеленого поясу» навколо Лондона, який би обмежив розширення нетрів. Солтер поділяла ідеї Джона Раскіна, який вважав, що свіже повітря та контакт із природою покращують не лише фізичний, але й моральний стан людей. Вона стала прихильницею міського садівництва та піонеркою організованої кампанії боротьби з забрудненням повітря в Лондоні.
До 1914 року була найбільш відома своєю роллю в Бермондзійському бунті 1911 року. 1910 року вона почала залучати жінок місцевих фабрик до участі в жіночій профспілковій організації, Національній федерації робітниць (НФР) під керівництвом Мері Макартур. Спочатку результати цієї кампанії не вражали, але несподівано в серпні 1911 року 14000 жінок оголосили страйк на знак протесту проти жахливих умов праці та були почуті. Незалежна робоча партія та Жіноча ліга праці назвали Солтер натхненницею цього визначного кроку вперед щодо трудових прав жінок (хоча її зусилля були лише одним із кількох факторів). У зв'язку з цим, а також з тим, що вона вклала величезні організаційні зусилля у страйк портових робітників 1912 року, її вшановували найбільші профспілки, відомі нині як Unite та GMB.
Ада Солтер від молодих років завжди виступала проти війни, а захоплення квакерством посилило її пацифістські переконання. Тому 1914 рік став для неї катастрофою. Вона була однією із засновниць Міжнародної жіночої ліги за мир та свободу. А від 1916 року вони з Альфредом також працювали на підтримку ідей Братства відмовників. Хоча британський уряд завадив їй відвідати Гаазьку мирну конференцію 1915 року, їй вдалося дістатися Берна як представниці Жіночої ліги праці для участі в конференції соціалісток, які виступали проти війни. Там вона виступила проти Леніна, який пропонував учасникам конференції проголосувати за збройну революцію. Солтер та інший делегат ЖЛП, Маргарет Бондфілд, наполегливо стояли на своєму, і ідеї Леніна не знайшли широкої підтримки. Наприкінці війни була представницею британських делегацій на конгресах Жіночої міжнародної ліги в Цюриху та Відні. Її позиція в міжнародному соціалістичному русі була близька до ідей Віденського інтернаціоналу, який намагався бути посередником між Другим (робітничим) та Третім (комуністичним) інтернаціоналами, але не зміг їх примирити.

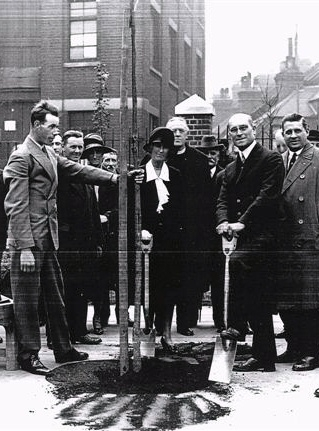
Ада Солтер садить дерево на відкритті ігрового майданчика. Ліворуч — її чоловік Альфред.

Переобрану 1919 року до ради Бермондзі, Солтер уже 1922 року призначено головою цього округу, що зробило її першою жінкою-головою муніципалітету в Лондоні та першою жінкою в цьому статусі у Великій Британії від лейбористів. 1920 року заснувала свій знаменитий Комітет із благоустрою та розпочала житлову кампанію, знищуючи нетрі, які можна було знести, та впорядковуючи решту. До 1930-их років за її допомоги висаджено 9000 дерев, біля будівель встановлено клумби, а всі відкриті простори прикрашено квітами. Дбаючи не лише про благоустрій вулиць, а й усвідомлюючи важливість культурного розвитку населення, вона організовувала музичні концерти, мистецькі конкурси, різноманітні ігри, встановлювала спортивні та дитячі майданчики. Після жорстокої політичної боротьби їй вдалося домогтися будівництва своїх гарних «утопічних» будинків у Вілсон-Гроув, які розробив Еварт Калпін, де вони стоять донині і розглядаються як зразкове житло. Її результати на виборах були феноменальними — відсоток голосів був одним із найвищих у Лондоні. 1925 року її обрано до Ради Лондонського графства від Гекні. 1932 року обрано президенткою Національної гільдії садівників.  Зрештою, 1934 року, коли Лейбористська партія під керівництвом Герберта Моррісона набрала більшість у Раді Лондонського графства, Солтер змогла поширити свої екосоціалістичні ідеї на всі округи столиці. 1938 року «зелений пояс» закріплено законом.
Війну, що вибухнула 1939 року, Ада також сприйняла як катастрофу. 1942 року їхній будинок на Сторкс-Роуд розбомблено, хоча їм, з міркувань безпеки, пропонували залишити Бермондзі, як це робили інші.
4 грудня 1942 року Ада Солтер померла на Балхам-Парк-Роуд у Баттерзі, оточена турботою своїх сестер. Заупокійна служба пройшла в квакерському будинку зібрань Пекхема, де вона була старійшиною. У її парафіяльній церкві Сент-Джеймс також було проведено меморіальну службу.

## Переконання
Особисті переконання Ади Солтер еволюціювали від соціал-лібералізму Г'ю та Кетрін Г'юз до етичного соціалізму Незалежної лейбористської партії. Як і Альфред, вона була прихильницею ідей Джузеппе Мадзіні і поділяла його заклик до єдності та рівності всього людства. Це добре узгоджувалося з її квакерськими переконаннями, що «в кожному є щось від Бога». Насправді те, що вона мала на увазі під «етичними» принципами, можна висловити як принципи гуманізму, а під «соціалізмом», вона мала на увазі всесвітню мережу кооперативних підприємств. Вважала, що люди стануть воістину людяними, тільки якщо почнуть з повагою ставитись до природи та один до одного. Наголошуючи на важливості екології, промовила свою знамениту фразу: «Вирощування квітів і дерев — це громадянський обов'язок». Вважала, що досягнення взаємоповаги залежить лише від індивідуальних зусиль. Також вважала, що необхідним кроком на шляху до цього є полегшення умов життя жінок та робітників, які мають бути природними союзниками в боротьбі проти свого пригнічення. Вона також вважала, що етичний соціалізм забезпечить особисте щастя, за умови, що його послідовник дотримується принципів щирості та поваги до інших. «Дійте згідно з правдою та переконаннями», — радила вона. — «Вчиняючи так, людина втрачає підставу турбуватися чи божеволіти від чогось».
Після її смерті у «Friends (Quakers) Quarterly Examiner» написали: «Соціалізм у дії: ось чим вона була».

## Пам'ять
1936 року в парку Саутерк, на території старих доків Суррея, відкрито гарний сад із краєвидом на озеро, спроєктований та створений за участі самої Солтер. Місцеві жителі неофіційно назвали його «Сад Ади Солтер». 1943 року цю назву офіційно визнала Рада Лондонського графства.
Регулярно проводяться читання імені Солтер. Щороку Квакерське соціалістичне товариство, правонаступник Товариства соціалістів-квакерів, до яких належали Ада та Альфред, організовує лекцію, присвячену пам'яті подружжя.
Статуї Солтерів — туристична пам'ятка Ротергайту. Спочатку там була лише бронзова статуя Альфреда, встановлена 1991 року. Однак після того, як у листопаді 2011 року її вкрали, організовано кампанію зі зведення нових пам'ятників — як Альфреду, так і Аді — під час якої зібрано 120 000 фунтів стерлінгів. В листопаді 2014 року скульптури авторства Даяни Ґорвін встановлено на південному березі Темзи поруч зі статуєю Джойса. Статуя Ади стала 15-ою публічною статуєю в Лондоні, присвяченою жінці.
2015 року по всій країні проведено гру на згадку про Аду Солтер («Червоний прапор над Бермондзі»), яку організувала Лінн Морріс.
2016 року з'явилася її перша повна біографія, «Ада Солтер — піонерка етичного соціалізму», за авторством Ґрема Тейлора.